# أبو الوليد إسماعيل الثاني
أبو الوليد إسماعيل الثاني (1339 - 1360) هو إسماعيل بن يوسف بن إسماعيل بن فرج بن إسماعيل بن يوسف. من بني نصر أو بني الأحمر المنحدرة من قبيلة الخزرج القحطانية، حكم مملكة غرناطة في الأندلس بين عامي (1359 - 1360).